# КУД „Вранић” Вранић (Барајево)
Културно уметничко друштво „Вранић” основано је 1985. године , с циљем очувања традиције и културе и побољшања квалитета живота у локалној заједници. У оквиру друштва је фолклорна секција чији су чланови распоређени у више ансамбла. Велики број признања освојена како у земљи тако и у иностранству, доказ су да се у друштву вредно и квалитетно ради.

## Манифестације и пројекти
Под покровитељством Градске општине Барајево, културно уметничко друштво „Вранић”, организује 2. августа фестивал фолклора у оквиру манифестације Сабор Светог Илије у порти цркве Светог Илије у Вранићу, у којој учествују велики број културно уметничких друштава.
КУД „Вранић” највећим делом се финансира од стране ГО Барајево, по пројектима за доделу средстава из буџета. У овим пројектима промовише се тимски рад и ојачавају везе међу генерацијама:
„Читај између редова”, „Свуда пођи кући дођи”(2014); 
„Сећаш ли се оног сата”(2015);
„Педесет пет па опет”(2016);
„Пружам ти руку”(2017);
„Плаво у средини”(2018)
„Кад си у колу, ваља да играш” (2019) 
„Од мале искре, велика ватра” (2021)

### Остале активности
Поред неговања фолклора, КУД „Вранић” кроз различите активности представља и промовише културну баштину Вранића како би је сачувао за будуће генерације. Формирање завичајног фонда је једна од важних делатности КУД-а, са циљем да се нагласи посебност и богаство културног и историјског наслеђа локалне заједнице.
Презентација завичајног фонда, који је смештен у Спомен соби, одржана је 15.12.2017. године у Спомен дому у Вранићу. Предавање са слајд пројекцијом, на основу усвојених смерница за формирање, вођење и развој завичајних фондова, одржао је Владан Николић, начелник Одељења библиотека БГБ.